# Margaretha van Hongarije (1175-1223)
Margaretha van Hongarije (circa 1175 - overleden na 1223) was tweemaal keizerin-gemaal van het Byzantijnse Rijk. Ze behoorde tot het huis Árpáden.

## Levensloop
Margaretha was de oudste dochter van koning Béla III van Hongarije en diens eerste gemalin Agnes van Châtillon. In januari 1185 huwde ze met keizer Isaäk II Angelos van Byzantium, die via dit huwelijk een alliantie wilde smeden met het koninkrijk Hongarije om zo zijn positie op de Byzantijnse troon te versterken. Bij dit huwelijk nam Margaretha de naam Maria aan. Ze kregen twee zonen:
- Manuel Angelos (overleden in 1212)
- Johannes Angelos (circa 1193-1259), van 1227 tot 1242 gouverneur van Syrmië en graaf van Bács-Bodrog

In 1195 werd haar echtgenoot afgezet door zijn broer Alexios III Angelos en daarna blind gemaakt en gevangengezet. Het is niet duidelijk of Margaretha ook werd gevangengezet, maar in ieder geval kon haar stiefzoon Alexios IV Angelos in 1201 uit gevangenschap ontsnappen.
Alexios IV reisde daarop heel Europa door om steun te vinden voor hem en zijn vader terug op de Byzantijnse troon te plaatsen. Hij vond uiteindelijk steun bij zijn schoonbroer Filips van Zwaben en diens neef Bonifatius I van Monferrato. Als ze erin zouden slagen om Alexios III af te zetten, beloofde Alexios IV om de Grieks-orthodoxe kerk in Byzantium rooms-katholiek te maken en de kruisvaarders in de Vierde Kruistocht te steunen met alle goederen die ze nodig hadden om in Egypte te geraken en door 200.000 zilvermarken te betalen. Ook werd de Vierde Kruistocht verplaatst van Jeruzalem naar Constantinopel.
Omdat Alexios III geen voorbereidingen had getroffen om Constantinopel te verdedigen, kon de vloot van de republiek Venetië in juni 1203 zonder veel problemen de stad binnenvaren. Hierdoor sloeg Alexios III in de zomer van 1203 op de vlucht, waarna Isaäk II Angelos en Alexios IV Angelos gerestaureerd werden als keizers van het Byzantijnse Rijk.
In november 1203 kondigde Alexios IV aan dat hij zijn beloften tegenover de kruisvaarders niet meer kon nakomen omdat het Byzantijnse Rijk geen geld meer had. De kruisvaarders verklaarden hem daarop de oorlog. Hierdoor groeide de interne weerstand tegen hem en in januari 1204 werden hij en zijn vader door een van hun hovelingen, Alexios Doukas, afgezet en gevangengezet. Kort daarop werd Alexios IV vermoord, terwijl Isaäk II Angelos vlak daarna waarschijnlijk aan een natuurlijke dood stierf. Nadat Alexios V weigerde om de beloften tegenover de kruisvaarders na te komen, belegerden de kruisvaarders Constantinopel en kort nadat Alexios V vluchtte, viel de stad in april 1204 in handen van de kruisvaarders, die daarop het Latijnse Keizerrijk oprichtten.
Na de belegering nam Bonifatius I van Monferrato, de commandant van de kruisvaarders, het Boukoleon-paleis in, waar Margaretha ook verbleef. Bonifatius I was ook kandidaat om keizer van het Latijnse Keizerrijk te worden, maar werd verslagen door graaf Boudewijn IX van Vlaanderen, waarna hij zich koning van Thessaloniki mocht noemen.
Bonifatius I wilde graag een alliantie sluiten met koning Andreas II van Hongarije en besloot daarom te huwen met Margaretha. Het huwelijk vond begin 1205 plaats en ze kregen een zoon:
- Demetrius (circa 1205-1230), van 1207 tot 1224 koning van Thessaloniki

In 1207 werd Thessaloniki aangevallen door het Tweede Bulgaarse Rijk, waarbij Bonifatius in een Bulgaarse hinderlaag werd gelokt en gevangen werd genomen. Daarna werd hij onthoofd en werd zijn hoofd naar de Bulgaarse tsaar Kalojan gestuurd. Demetrius werd daarop koning van Thessaloniki, maar door zijn minderjarigheid werd zijn moeder regentes. De adel vond echter dat er een sterkere regering nodig was en zwoeren daarom samen tegen Demetrius en hun moeder. Met de steun van de Latijnse keizer Hendrik van Vlaanderen werden de samenzweringen echter beëindigd door Demetrius te laten kronen. Rond het jaar 1216 keerde Margaretha terug naar Hongarije en liet ze haar zoon Demetrius achter in Thessaloniki.
Margaretha huwde een derde maal met Nicolaas I van Saint-Omer, die als kruisvaarder aan de Vierde Kruistocht had deelgenomen. Ze kregen twee zonen:
- Béla (-1258), heer van Thebe
- Willem (-1242), opperstalmeester van Hongarije

Margaretha werd voor het laatst vermeld in 1223, toen ze nog in leven was. Haar exacte datum en plaats van overlijden of haar begraafplaats zijn niet bekend.